# Dick's Picks Volume 24
Dick's Picks Volume 24 je koncertní dvojalbum americké rockové skupiny Grateful Dead, nahrané 23. března 1974 a vydané v roce 2002. Jedná se o čtyřiadvacátou část série Dick's Picks.

## Seznam skladeb
| Disk 1 | Disk 1                   | Disk 1                      | Disk 1 |
| Pořadí | Název                    | Autor                       | Délka  |
| ------ | ------------------------ | --------------------------- | ------ |
| 1.     | U.S. Blues               | Robert Hunter, Jerry Garcia | 6:16   |
| 2.     | Promised Land            | Chuck Berry                 | 4:04   |
| 3.     | Brown-Eyed Woman         | Hunter, Garcia              | 5:27   |
| 4.     | Black-Throated Wind      | John Barlow, Bob Weir       | 7:04   |
| 5.     | Scarlet Begonias         | Hunter, Garcia              | 7:14   |
| 6.     | Beat It On Down The Line | Jesse Fuller                | 3:46   |
| 7.     | Deal                     | Hunter, Garcia              | 5:29   |
| 8.     | Cassidy                  | Barlow, Weir                | 4:09   |
| 9.     | China Cat Sunflower      | Hunter, Garcia              | 8:41   |
| 10.    | I Know You Rider         | trad., arr. Grateful Dead   | 6:02   |
| 11.    | Weather Report Suite     | Eric Andersen, Barlow, Weir | 15:34  |

| Disk 2 | Disk 2                           | Disk 2                    | Disk 2 |
| Pořadí | Název                            | Autor                     | Délka  |
| ------ | -------------------------------- | ------------------------- | ------ |
| 1.     | Playing in the Band              | Hunter, Mickey Hart, Weir | 14:11  |
| 2.     | Uncle John's Band                | Hunter, Garcia            | 9:16   |
| 3.     | Morning Dew                      | Bonnie Dobson, Tim Rose   | 12:31  |
| 4.     | Uncle John's Band                | Hunter, Garcia            | 6:27   |
| 5.     | Playing in the Band              | Hunter, Hart, Weir        | 4:11   |
| 6.     | Big River                        | Johnny Cash               | 5:54   |
| 7.     | Bertha                           | Hunter, Garcia            | 6:35   |
| 8.     | Wharf Rat                        | Hunter, Garcia            | 9:29   |
| 9.     | Sugar Magnolia/Sunshine Daydream | Hunter, Weir              | 8:57   |

## Sestava
- Jerry Garcia – sólová kytara, zpěv
- Bob Weir – rytmická kytara, zpěv
- Phil Lesh – basová kytara, zpěv
- Donna Jean Godchaux – zpěv
- Keith Godchaux – klávesy
- Bill Kreutzmann – bicí